# Правастатин
Правастатин — напівсинтетичний гіполіпідемічний засіб, що належить до групи статинів, для перорального застосування.

## Фармакологічні властивості
Правастатин — напівсинтетичний гіполіпідемічний засіб, що належить до групи статинів, для перорального застосування. Правастатин є частково модифікованим дериватом мевінієвої кислоти, що отримується із грибка Penicillium citrinum, та уперше досліджений у 70-х роках ХХ століття у лабораторії японської компанії «Sankyo Pharma Inc.». Механізм дії препарату полягає у блокуванні початкових стадій синтезу холестерину. Після перорального прийому правастатин чинить основну дію в печінці, де конкурентно блокує фермент ГМГ-КоА-редуктазу, який каталізує перетворення ГМГ-КоА у мевалонат, що дозволяє блокувати біосинтез холестерину на початковій стадії. Правастатин пригнічує біосинтез ліпопротеїнів низької щільності, тригліцеридів, ліпопротеїнів дуже низької щільності , аполіпопротеїну В. Разом із тим препарат підвищує вміст у крові ліпопротеїнів високої щільності, які мають антиатерогенний ефект. Внаслідок тривалого (більше 6 місяців) прийому правастатину зменшується об'єм атеросклеротичної бляшки, і зменшення цього об'єму корелює із змінами рівня у крові ліпопротеїдів високої щільності. Згідно міжнародних досліджень, застосування правастатину призводить до суттєвого зменшення смертності від ІХС, загальної смертності та частоти нефатального інфаркту міокарду і інсультів, зменшується потреба у госпіталізації хворих та потреба у реваскуляризації.

### Фармакодинаміка
Правастатин швидко, але погано (30—54 % прийнятої дози) всмоктується в шлунково-кишковому тракті. Біодоступність препарату складає в середньому 17 % (від 15 до 20 %), що можна пояснити ефектом першого проходження через печінку. Правастатин добре зв'язується із білками плазми крові. Максимальна концентрація препарату в крові досягається протягом 1—1,5 години, при прийомі препарату з їжею всмоктування препарату сповільнюється та знижується. Правастатин погано проникає через гематоенцефалічний бар'єр. Препарат проникає через плацентарний бар'єр та виділяється в грудне молоко. Правастатин накопичується у печінці, де метаболізується до активних та неактивних метаболітів. Виводиться препарат із організму переважно із калом у вигляді метаболітів, незначна частина метаболітів виводиться із сечею. Період напіввиведення правастатину становить 1,3—2,6 години. При порушеннях функції печінки або нирок період напіввиведення правастатину змінюється незначно.

## Показання до застосування
Правастатин застосовують при первинних гіперхолестеринеміях (гіперліпопротеїнеміях IIa и IIb типів) з високим вмістом ліпопротеїнів низької щільності (при неефективності дієтотерапії у пацієнтів з підвищеним ризиком виникнення коронарного атеросклерозу); комбінованій гіперхолестеринемії та гіпертригліцеридемії; атеросклерозі; для зменшення частоти розвитку серцево-судинних захворювань та смертності у хворих із середньою і тяжкою гіперхолестеринемією та при підвищеному ризику виникнення перших клінічних епізодів серцево-судинних захворювань; для вторинної профілактики значних небажаних явищ з боку серця у дорослих з ішемічною хворобою серця, у тому числі при інфаркті міокарду та нестабільній стенокардії в анамнезі; для зниження посттрансплантаційної гіперліпідемії у пацієнтів, які застосовують імуносупресори після трансплантації органів.

## Побічна дія
При застосуванні правастатину можливі наступні побічні ефекти:
- Алергічні реакції та реакції з боку шкірних покривів — нечасто (0,1—1 %) висипання на шкірі, свербіж шкіри, кропив'янка, екзема, вовчакоподібний синдром, дерматоміозит, васкуліт, гарячка, фотодерматоз; дуже рідко (менше 0,01 %) синдром Стівенса-Джонсона, набряк Квінке, анафілактичний шок, алопеція, депігментація шкіри.
- З боку травної системи — нечасто нудота, біль у животі, запор або діарея, метеоризм, диспепсія, панкреатит; дуже рідко гепатит, жировий гепатоз, цироз печінки або некроз печінки, гепатома.
- З боку нервової системи — рідко (0,01—0,1 %) головний біль, запаморочення, парестезії, дизестезія, гіпестезія, тремор, неспокій, депресія, втрата пам'яті, порушення пам'яті, психічні порушення, периферична нейропатія, парез лицевого нерва, прогресування катаракти, офтальмоплегія.
- З боку кістково-м'язової системи — нечасто міалгії, міопатії, міозит, розриви і пошкодження сухожиль; в окремих випадках рабдоміоліз.
- Інші побічні ефекти — дуже рідко зниження лібідо і потенції, гінекомастія, порушення дихання, інтерстиціальні захворювання легень, міоглобінурія, ниркова недостатність, тахікардія.
- Зміни в лабораторних аналізах — нечасто тромбоцитопенія, лейкопенія, гемолітична анемія, еозинофілія, підвищення активності амінотрансфераз і лужної фосфатази, підвищення рівня білірубіну в крові; дуже рідко підвищення рівня креатиніну та сечовини в крові, підвищення активності креатинінфосфокінази в крові.

## Протипоказання
Правастатин протипоказаний при підвищеній чутливості до статинів, вагітності та годуванні грудьми, гострих захворюваннях печінки, стійкому підвищенні рівня активності амінотрансфераз в крові невідомої етіології. У дитячому віці правастатин дозволений для застосування виключно у випадку сімейної гіперхолестеринемії дітям, старшим 8 років. При сумісному прийомі з циклоспорином, фібратами або еритроміцином підвищується ризик міопатії.

## Форми випуску
Правастатин випускається у вигляді таблеток по 0,01 та 0,02 г.